# Jesús Gámez
Jesús Gámez Duarte, cunoscut ca Jesús Gámez (n. 10 aprilie 1985, Fuengirola, Spania), este un fotbalist aflat sub contract cu Newcastle United.